# Quattro (aandrijfsysteem)

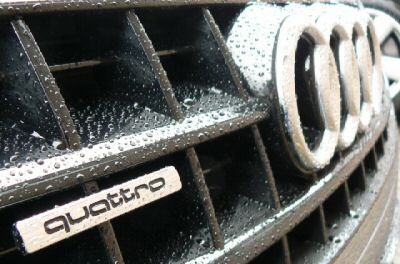
Het quattro-logo in de Audi-grille

quattro ('vier' in het Italiaans) is de naam van het vierwielaandrijvingsysteem van Audi.
In maart 1980 werd het quattro-systeem op de Autosalon van Genève geïntroduceerd op de Audi quattro waarna het een grote doorbraak werd in de auto-industrie. Audi gebruikte quattro in de autorally's waarmee het systeem zich bewees dankzij de goede tractie van de auto tegenover de concurrentie. Vandaag de dag is quattro op elk model van Audi te bestellen. Vanwege het handelsmerk wordt quattro altijd gespeld met een kleine letter 'q'.
Omdat Audi AG eigendom is van de Volkswagen Group wordt hetzelfde systeem ook gebruikt door andere merken die hier weer een eigen naam aan geven.
Deze handelsnamen zijn:
| Audi:       | quattro                    |
| Volkswagen: | 4Motion (voorheen: Syncro) |
| Škoda:      | 4x4                        |
| Seat:       | 4                          |

Het quattro-systeem kan grofweg gescheiden worden in twee systemen: het eerste, originele systeem en het alternatieve systeem.

## Originele systeem
Het eerste quattro-systeem maakt gebruik van een middendifferentieel met een voor- en achterdifferentieel. De kracht werd eerst naar het middendifferentieel gestuurd en vervolgens over het voor- en achterdifferentieel verdeeld. Dit is een permanent vierwielaandrijvingssysteem met voor en achter sperdifferentiëlen die handmatig bediend kunnen worden.
Quattro is alleen toepasbaar op lengte geplaatste motoren.
In 1983 werden de handmatige sperdifferentiëlen vervangen door pneumatische sperdifferentiëlen die automatich het midden- en achterdifferentieel kunnen vergrendelen.

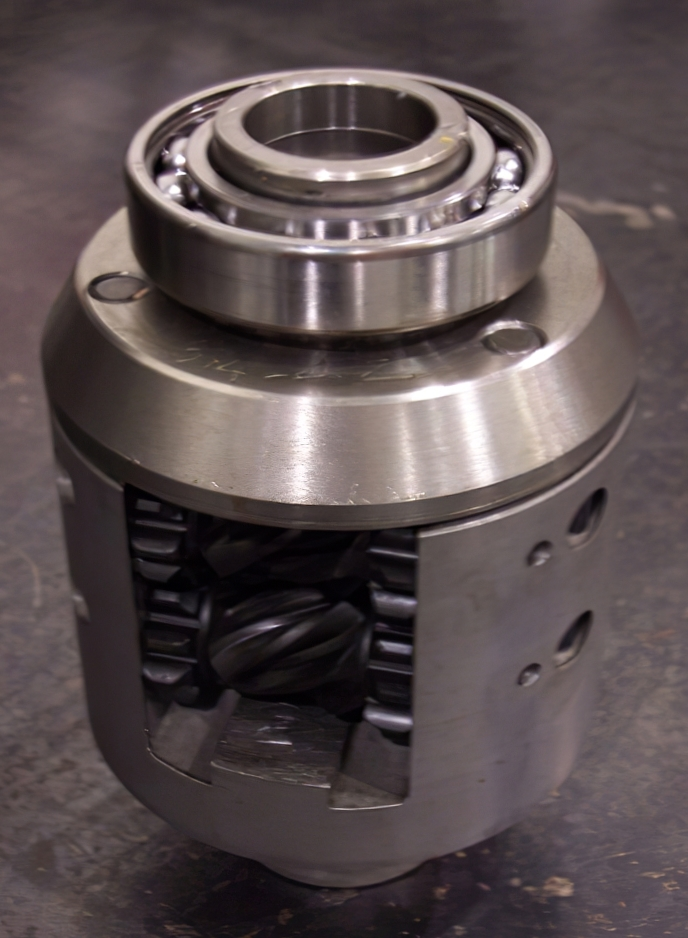
Het Torsen middendifferentieel.

In 1987 werd het middendifferentieel vervangen voor een Torsen differentieel (Torsen is een samenvoeging van Torque Sensing). Het Torsen differentieel is een volledig mechanisch systeem dat geen gebruik hoeft te maken van elektronica. Het systeem bestaat uit een voor- midden- en achterdifferentieel. Het Torsen differentieel zit in het midden waar de kracht heen gestuurd wordt. Vervolgens verdeelt de Torsen de kracht onder normale omstandigheden gelijkmatig over het voor- en achterdifferentieel. Bij de meeste quattro-versies is dit 50:50, sommige versies wijken hier echter van af zoals het laatste model Audi RS4 dat een 40:60 verdeling heeft. Zodra een van de assen grip verliest stuurt de Torsen de kracht bliksemsnel naar de andere as die nog wel grip heeft. De maximale kracht die naar één as gestuurd kan worden ligt op 75 tot 80%. Het achterdifferentieel kan nog handmatig vergrendeld worden tot een snelheid van 25 km/h.
In 1990 moest er een speciale quattro-aandrijving ontwikkeld worden voor de Audi V8 met automatische versnellingsbak. Hierbij ging er een speciale aandrijfas vanuit de versnellingsbak naar de voorwielen. Het middendifferentieel kan vergrendeld worden met een automatische lamellenkoppeling en achter zit het Torsen differentieel dat automatisch vergrendeld wordt als de achterwielen grip verliezen. De handgeschakelde versie heeft in het midden een Torsen in plaats van het gewone middendifferentieel.
In 1995 werd de vierde quattro generatie geïntroduceerd. Hierbij is het achterste sperdifferentieel dat handmatig bediend wordt vervangen door een elektronisch sperdifferentieel (EDS) met ABS. Ook het voorste differentieel kan vergrendeld worden met EDS.
In 2006 kwam er een nieuwe generatie quattro op de markt met een 40:60 (voor:achter) verdeling die debuteerde in de Audi RS4 B7. Het maakt gebruik van een Torsen type 3 (Type C) middendifferentieel. Het voor- en achterdifferentieel is nog altijd een EDS. Deze quattro met 40:60 verdeling werd de nieuwe standaard van alle Audi quattro-modellen.
In 2009 werd er op de Audi S4 B8 een nieuw achterdifferentieel geïntroduceerd, een zogenaamd sportdifferentieel (Active Sport Differential). Simpel gezegd stuurt dit differentieel in de bochten meer kracht naar het buitenste achterwiel. Op deze manier wordt de auto meer door de bocht "geduwd" en wordt het fenomeen onderstuur aanzienlijk verminderd. Het sportdifferentieel wordt gewoon gecombineerd met het Torsen middendifferentieel met 40:60 verdeling maar wordt in tegenstelling tot het Torsen differentieel elektronisch aangestuurd. Het nieuwe sportdifferentieel kan een koppel aan van maximaal 1.800 Nm en is vooralsnog optioneel voor de A4 en A5 leverbaar.
In 2010 debuteerde de Audi RS5 met een nieuwe generatie quattro. Het Torsen middendifferentieel dat jarenlang centraal stond in Audi's verwielaandrijving is vervangen door een kroonwieldifferentieel. Dit differentieel is compacter en 30% lichter dan de Torsen type 3. Daarnaast is het in staat om maximaal 70% van het koppel naar de voorwielen en 85% naar de achterwielen te sturen. De standaard verdeling is nog altijd 40:60 (voor:achter)

### BorgWarner
De Audi Q7, Volkswagen Touareg en Porsche Cayenne maken geen gebruik van ditzelfde systeem. De aandrijving van deze terreinwagens is afkomstig van BorgWarner.

## Alternatieve systemen
Naast de originele quattro-aandrijving zijn er nog een paar aandrijfsystemen.

### Visco
Voor het oude vierwielaandrijvingsysteem van Volkswagen werd op het Volkswagen A2-platform (Mk2) en A3-platform (MK3) een Viscokoppeling gebruikt. Dit systeem kreeg de naam Syncro mee en werd gebruikt voor de onder andere de Golf, Jetta en Passat. Onder normale omstandigheden wordt alle kracht naar de voorwielen gestuurd. Als deze grip verliezen wordt er een weerstand in de Viscokoppeling opgebouwd waardoor deze vervolgens de achterwielen aan zal gaan drijven.

### Haldex
Alle modellen op het Volkswagen A-platform hebben vanaf 1998 een ander vierwielaandrijvingsysteem. Dit systeem maakt gebruik van een Haldexkoppeling. Dus ook de Audi A3 en Audi TT hebben deze vorm van quattro-aandrijving. Bij een Haldex koppeling kan een krachtsverdeling van 100:0 (voor:achter) tot 50:50 gecreëerd worden. Onder normale omstandigheden gaat alle kracht naar de voorwielen, pas als deze grip verliezen wordt er kracht naar de achterwielen gestuurd. De Haldex koppeling wordt elektronisch aangestuurd. Ook wordt bij dit systeem een elektronisch sperdifferentieel gebruikt voor de links/recht verdeling. Haldex is zeer geschikt voor dwarsgeplaatste motoren waar quattro niet mogelijk is.

## Varia
Een opvallend detail is dat de VW Passat 2.5 TDI 4Motion (B5-model met in de lengte geplaatste motor) een quattro-systeem en de Audi A3/S3 quattro een 4Motion-systeem heeft.